# Cantón Tulcán
Cantón Tulcán är en kanton i Ecuador.   Den ligger i provinsen Carchi, i den norra delen av landet, 140 km nordost om huvudstaden Quito. Antalet invånare är 95 201. Arean är 1 801 kvadratkilometer.
Terrängen i Cantón Tulcán är huvudsakligen bergig, men den allra närmaste omgivningen är kuperad.